# Zaïs
Zaïs je francouzská opera (pastorale héroïque) od Jean-Philippe Rameaua, libreto sepsal Louis de Cahusac. Opera měla premiéru 29. února 1748 v Pařížské opeře.

## Osoby a první obsazení
- Oromasès (král Géniů) – bas
- Une Sylphide (duch větru) – soprán
- L'Amour (Amor, bůh lásky) – soprán
- Zaïs (Génius převlečený za pastýře) – tenor
- Cindor (Zaïsův druh) – bas
- Zélidie (pastýřka, zamilovaná do Zaïse) – soprán
- Velekněžka (velekněžka Amora) – soprán

(Une Sylphide a Velekněžka, mohou být hrány jednou osobou)
- Sbor (objevuje se jako sbor: Géniů, Sylphů, pastýřů, kněžek, lovců a lovkyň)

## Děj opery
Zaïs je džin, který je převlečen za pastýře, kvůli tomu aby mohl svést pastýřku Zélide. Po přejití několika překážek, ve kterých Zaïs ukáže, že je ochoten vzdát se jeho kouzelných schopností, pro svou lásku k Zélide. Oromases, král všech džinů splní Zélide přání nesmrtelnosti aby se mohly Zaïs a Zélide sezdat.

## Nahrávky
- Zaïs, John Elwes (Zaïs), Marjanne Kweksilber (Zélide), Max van Egmond (Oromasès), David Thomas (Cindor), Mieke van der Sluis (velekněžna Amora), Jane Marsch (L'Amour), René Jacobs (Un Sylphide), La Petite Bande vedena Gustavem Leonhardtem (1975)
- Zaïs, Julian Prégardien (Zaïs), Sandrine Piau (Zélidie), Aimery Lefèvre (Oromasès), Benoït Arnould (Cindor), Amel Brahim-Djelloul (Une Sylphide), Hasnaa Bennani (L'Amour), Zachary Wilder (Un Sylphide), Christophe Rousset, (2015)